# Сан-Акасіо (Колорадо)
Сан-Акасіо (англ. San Acacio) — переписна місцевість (CDP) в США, в окрузі Костілья штату Колорадо. Населення — 56 осіб (2020).

## Географія
Сан-Акасіо розташований за координатами 37°12′31″ пн. ш. 105°34′0″ зх. д. / 37.20861° пн. ш. 105.56667° зх. д. (37.208634, -105.566638).  За даними Бюро перепису населення США в 2010 році переписна місцевість мала площу 3,26 км², уся площа — суходіл.

## Демографія
Згідно з переписом 2010 року, у переписній місцевості мешкало 40 осіб у 17 домогосподарствах у складі 8 родин. Густота населення становила 12 особи/км².  Було 39 помешкань (12/км²).
Расовий склад населення:
| - 57,5 % — білих - 2,5 % — чорних або афроамериканців - 32,5 % — осіб інших рас |

До двох чи більше рас належало 7,5 %. Частка іспаномовних становила 62,5 % від усіх жителів.
За віковим діапазоном населення розподілялося таким чином: 22,5 % — особи молодші 18 років, 62,5 % — особи у віці 18—64 років, 15,0 % — особи у віці 65 років та старші. Медіана віку мешканця становила 50,0 року. На 100 осіб жіночої статі у переписній місцевості припадало 110,5 чоловіків;  на 100 жінок у віці від 18 років та старших — 93,8 чоловіків також старших 18 років.
Цивільне працевлаштоване населення становило 6 осіб. Основні галузі зайнятості: виробництво — 100,0 %.